# Doom II: Hell on Earth
Doom II: Hell on Earth, även kallat Doom 2, är en förstapersonsskjutare producerad av id Software 1994. Spelet är en uppföljare till Doom från 1993.
Spelets handling tar vid efter incidenten på Phobos; spelaren återvänder till Jorden som håller på att bli invaderad av demoner. 
Doom II: Hell on Earth är i princip samma spel som Doom, fast med ett flertal nya banor och fiender. Ett nytt vapen har dessutom lagts till i arsenalen: ett dubbelpipigt hagelgevär. Trots dessa små ändringar blev spelet en succé.
2004 släpptes uppföljaren Doom 3, som hade en helt ny spelmotor.